# Buathra pallidipennis
Buathra pallidipennis là một loài tò vò trong họ Ichneumonidae.